# Seealpen-Lilie

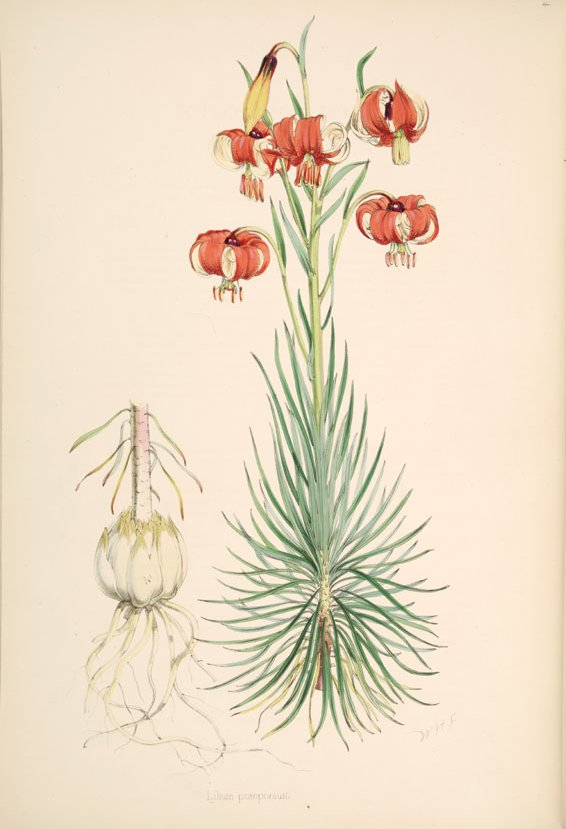
Lilium Pomponium – Illustration

Die Seealpen-Lilie, auch Turban-Lilie oder Rote Lilie (Lilium pomponium), ist eine Pflanzenart aus der Gattung der Lilien (Lilium) in der Candidum-Sektion innerhalb der Familie der Liliengewächse (Liliaceae).

## Beschreibung
Die Seealpen-Lilie ist eine mehrjährige, krautige Pflanze, die Wuchshöhen von 40 cm bis 120 cm erreicht und bis zu 25 cm breit wird, sie gilt als kurzlebig. Die rundliche Zwiebel hat einen Durchmesser von 4 cm – 5 cm, sie ist aus lanzettförmigen cremeweißen Schuppen zusammengesetzt.
Der Stängel ist hart, gerade und dunkel überlaufen, die Blätter schmal-linear, mit silbrigem Rand und dicht am Stängel angeordnet.
Die Pflanze blüht im Juni und Juli in einer Rispe mit ein bis fünf Blüten (in Kultur bis zu 15). Die Blüten bestehen aus sechs nach hinten gebogenen Blütenblättern (türkenbundartig). Es sind drei Kron- und drei Kelchblätter, die sich aber sehr ähnlich sehen. Die Farbe der Blüten variiert von orangerot bis scharlachrot mit schwarzen Punkten. Die Antheren sind braun, die Pollen zinnoberrot. Die Blüte duftet stark und unangenehm.
Nach dem Verblühen reifen die Samen von August bis September. Der Samen keimt epigäisch, nach einem warm-kalt-warm Zyklus (Herbst-Winter-Frühling), in dem jede Periode etwa zwei Monate lang ist. Die Pflanze blüht dann erstmals nach rund drei Jahren.
Die Chromosomenzahl beträgt 2n = 24.

## Verbreitung
Diese Lilie kommt nur in den Seealpen in Frankreich und Italien bis zu einer Höhenlage von 1600 m NN vor. Auch in Spanien hat sie Vorkommen.
Sie bevorzugt einen trockenen, stark kalkhaltigen Boden und braucht direkte Sonneneinstrahlung, häufig findet sie sich mit Haselnussbüschen.

## Taxonomie
Die Seealpen-Lilie wurde 1753 von Carl von Linné in Species Plantarum Band 1, Seite 302 als Lilium pomponium erstbeschrieben.